# Пембайн (Вісконсин)
Пембайн (англ. Pembine) — місто (англ. town) в США, в окрузі Марінетт штату Вісконсин. Населення — 877 осіб (2020).

## Демографія
Згідно з переписом 2010 року, у місті мешкало 889 осіб у 398 домогосподарствах у складі 263 родин. Було 1016 помешкань
Расовий склад населення:
| - 97,4 % — білих - 0,3 % — азіатів - 0,2 % — чорних або афроамериканців |

До двох чи більше рас належало 1,7 %. Частка іспаномовних становила 1,0 % від усіх жителів.
За віковим діапазоном населення розподілялося таким чином: 19,0 % — особи молодші 18 років, 57,6 % — особи у віці 18—64 років, 23,4 % — особи у віці 65 років та старші. Медіана віку мешканця становила 50,4 року. На 100 осіб жіночої статі у місті припадало 106,3 чоловіків;  на 100 жінок у віці від 18 років та старших — 104,5 чоловіків також старших 18 років.
Середній дохід на одне домашнє господарство  становив 53 839 доларів США (медіана — 48 661), а середній дохід на одну сім'ю — 69 781 долар (медіана — 66 042). Медіана доходів становила 44 375 доларів для чоловіків та 40 463 долари для жінок. За межею бідності перебувало 10,9 % осіб, у тому числі 22,6 % дітей у віці до 18 років та 2,5 % осіб у віці 65 років та старших.
Цивільне працевлаштоване населення становило 389 осіб. Основні галузі зайнятості: виробництво — 21,1 %, освіта, охорона здоров'я та соціальна допомога — 14,4 %, мистецтво, розваги та відпочинок — 13,9 %.